# Осоковий (заказник)
Осоковий — гідрологічний заказник місцевого значення в Україні. Об'єкт природно-заповідного фонду Вінницької області.
Розташований у межах Гайсинського району Вінницької області, на північний схід від с. Подільське.
Площа 7 га. Оголошений відповідно до рішення Вінницького облвиконкому від 29.08.1984 року № 371. Перебуває у віданні Подільської сільської ради.
Статус надано для збереження балкового болота з типовими заростями купин них і кореневищних осок (до 15 видів) та цінної лікарської рослини — бобівника трилистого.